# 50 Virginia
För andra betydelser, se Virginia (olika betydelser).
50 Virginia eller 1977 LU1 är en asteroid upptäckt 4 oktober 1857 av den amerikanska astronomen James Ferguson i Washington, D.C..
Ursprunget till namnet är inte helt klarlagt. Det kan komma från Verginia, en person i det romerska riket eller delstaten Virginia i USA.